# Estadio Nueva España
El Estadio Nueva España es un recinto deportivo propiedad del Club Deportivo Español, ubicado en la ciudad de Buenos Aires, Argentina. Se sitúa en la intersección de las avenidas Santiago de Compostela y Asturias, en el barrio de Parque Avellaneda.

## Historia

### Inauguración
Fue inaugurado el 12 de febrero de 1981 cuando era entonces presidente de la institución Francisco Ríos Seoane. En ese entonces, el club contaba tan solo con 24 años de vida. El estadio siempre estuvo ubicado dentro de las instalaciones del complejo deportivo del club, rodeado de las calles Castañares, Santiago de Compostela y Asturias.
El Estadio España tuvo una capacidad inicial para 18 000 personas y no disponía de sistema lumínico. Para la inauguración del estadio se jugó un amistoso contra el Real Club Deportivo de La Coruña de España, el resultado fue 1 a 0 a favor del equipo local, con gol de Walter Corvo.

### Renovación
El sábado 12 de octubre de 1996, en ocasión del 40° aniversario del club se inauguró un estadio renovado, al cual se lo llamó Nueva España, en el mismo lugar pero con varias modificaciones. Entre ellas, fue instalado un sistema lumínico de última generación y su capacidad fue casi duplicada, llevándola a 32500 espectadores y convirtiéndose así en el 20° estadio de mayor capacidad del país y en el 79° lugar en Sudamérica.
Durante el período de construcción, el primer equipo estuvo haciendo las veces de local en los estadios de Ferrocarril Oeste, Atlanta, Huracán, San Lorenzo y Vélez Sarsfield, entre otros. En la celebración por esta reinauguración se disputó un amistoso entre los equipos campeones de Primera B de 1966 y 1984, y el resultado del partido fue un 2 a 0 a favor del equipo del '84.
El estadio cuenta con una platea oficial con capacidad para aproximadamente 3000 espectadores sentados, en la misma se distinguen tres sectores, cada uno identificado con los colores del escudo de la institución. En el lado opuesto a la platea oficial, del otro lado del campo de juego, se puede visualizar la Platea Visitante. Sobre la misma, en cada evento oficial, se colocan las banderas que identifican a cada Región de España.

### Clausura y abandono
En el año 2003 las instalaciones del club sufrieron la clausura, junto con el estadio, debido al proceso de quiebra del club. Esto motivó que el primer equipo y las divisiones juveniles debieran desarrollar sus actividades ejerciendo localía en diversos estadios, como los de All Boys, Ferro Carril Oeste y Comunicaciones.

### Reapertura
Luego del proceso judicial mediante el cual el Gobierno de la Ciudad de Buenos Aires, a través de la Corporación Buenos Aires Sur en el año 2007, se hizo con las instalaciones en la última instancia de remate y cedió al club el usufructo del estadio y algunas instalaciones aledañas.
La imagen por ese entonces, tras permanecer cerrado y en un estado de total abandono durante más de cuatro años, era muy triste, encontrándose en pésimas condiciones, con arbustos en medio de lo que supo ser su campo de juego, enredaderas entremezcladas en sus tribunas, animales pastando en sus laterales, una imagen lamentable que a los ojos de socios e hinchas no se podía tolerar. La resolución de la reapertura de las instalaciones motivó a socios, simpatizantes y vecinos a poner manos a la obra para recuperar parte de su esplendor. Se autoconvocaron para reparar todo aquello que estuviera a su alcance.
Mientras el grueso de las reparaciones eran llevadas adelante por la Corporación Buenos Aires Sur, los socios y simpatizantes se encargaron de pintar todo el estadio por primera vez, dando lugar a una faceta nunca vista para el Estadio, embanderando la totalidad de las gradas con los colores de la bandera de España.

## Galería de imágenes

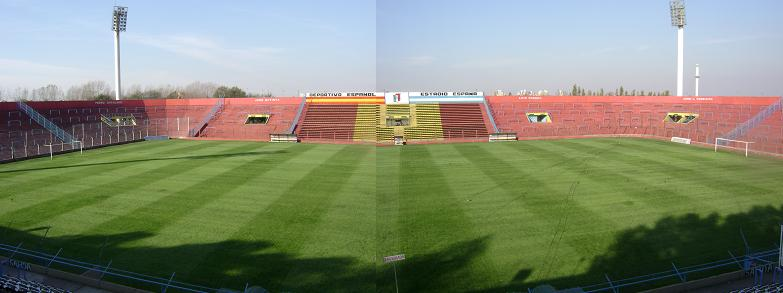
Vista general del estadio.
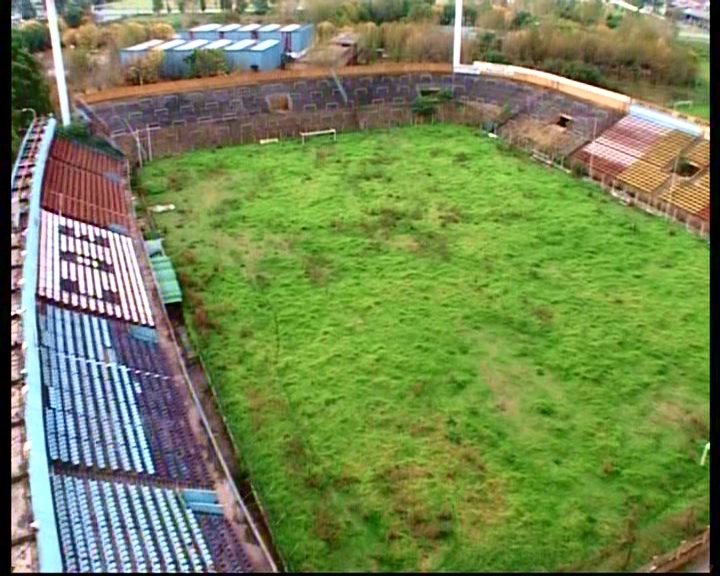
Junio de 2007.
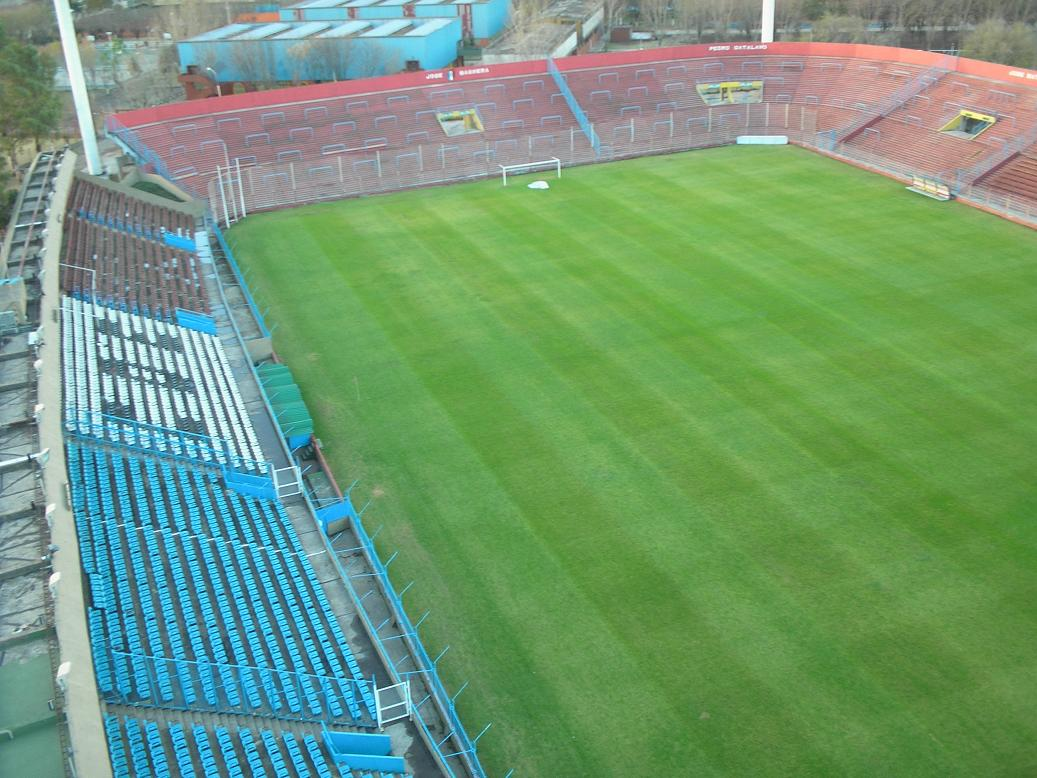
Abril de 2008.
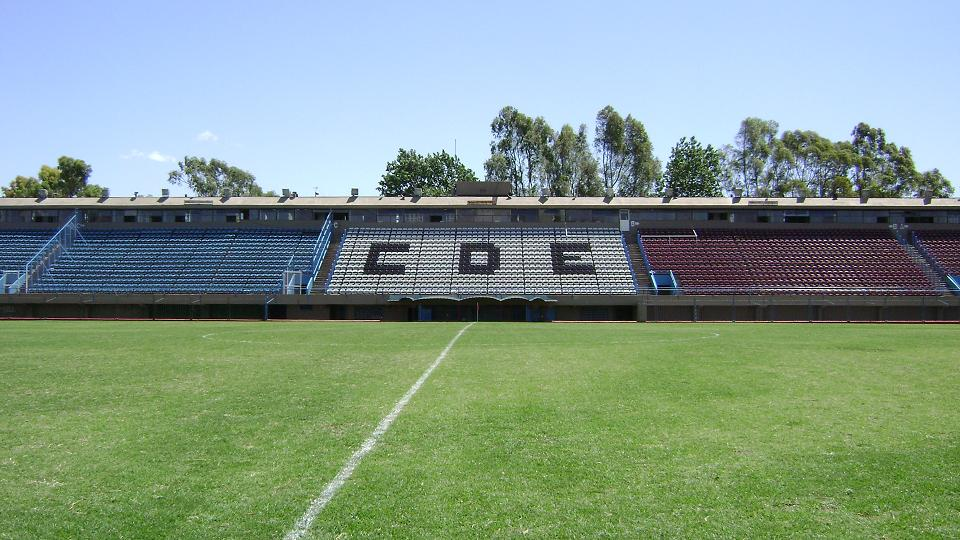
Platea oficial.
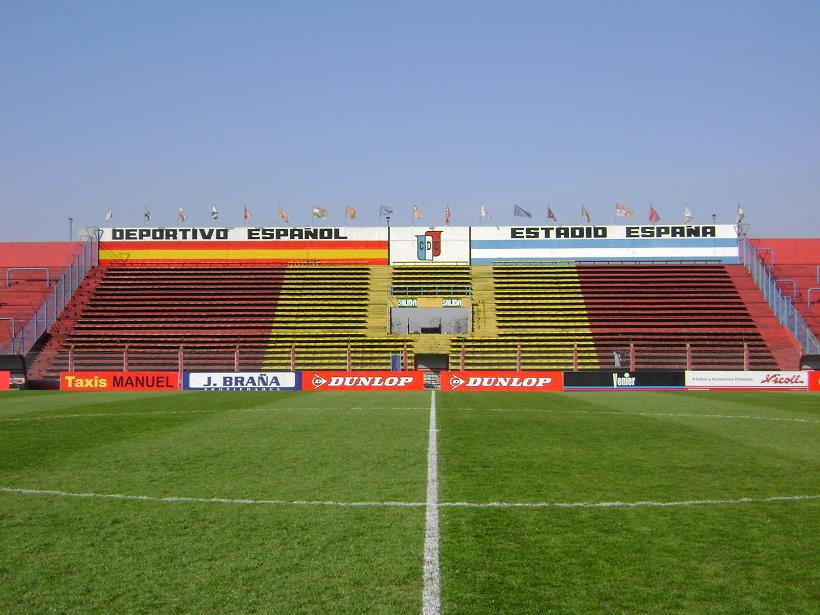
Platea visitante.